# Кибургер, Элогий

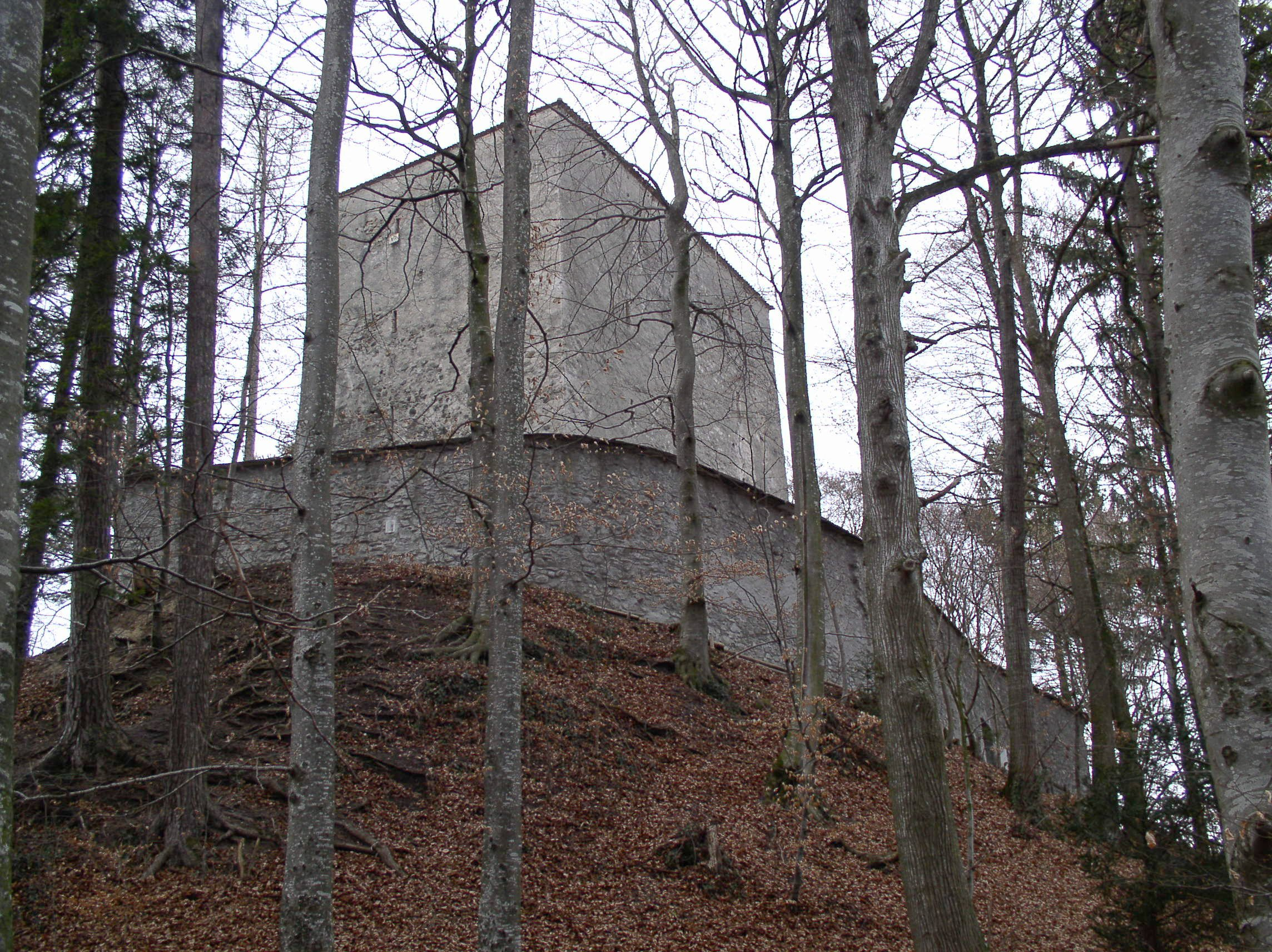
Руины замка Штреттлиген, разрушенного в 1332 году бернцами, с возведённой на них в 1699 году Пороховой башней.

Элогий Кибургер (нем. Elogius Kiburger, или Eulogius Kiburger; умер 18 июля 1506) — швейцарский священник и хронист, автор «Штреттлигской хроники» (нем. Strättliger Chronik).

## Биография
Дата и место рождения не установлены, в документах впервые упоминается в 1439 году. Фамилия его, возможно, свидетельствует о происхождении из окрестностей замка Кибург (нем. Kyburg) близ г. Винтертура, центра одноимённого графства, проданного в 1424 году городу Цюриху тирольским герцогом Фридрихом IV.
Смолоду служил влиятельной семье Бубенбергов, в первую очередь бернскому шультгейсу Адриану фон Бубенбергу (ум. 1479), пользуясь его покровительством и поддержкой.
С 1446 года возглавлял приход в пригороде Шпица Эйнигене, с 1456 по 1503 год — в Ворбе, а с 1478 года служил также священником и приходским викарием в церкви Св. Марии в Мюнзингене.
С 1488 года до самой смерти был регулярным каноником соборной церкви Св. Винсента в Берне. В 1503 году его упомянул в своём сочинении известный венский историк, географ и генеалог Ладислав Сантхайм.
Умер 18 июля 1506 года в Берне.

## Сочинения
С 1466 по 1487 год составлял на средневерхненемецком языке «Штреттлигскую хронику» (нем. Strättliger Chronik, англ. Stretlinger Chronik), посвятив её своим покровителям Бубенбергам и назвав в честь принадлежавшего им с XIV века замка Штреттлиген у города Тун (кантон Берн).
Исключая пространный экскурс во времена Римской империи и Теодориха Великого, хроника охватывает события со второй половины XII века, времён герцога Бертольда V Церингена и барона Генриха фон Штреттлигена, до конца XV столетия, и содержит ценные сведения относительно политической, военной и церковной истории Швейцарии, преимущественно в пределах Бернского нагорья. В частности, освещается история местных дворянских фамилий, городов, замков, церквей, приводятся народные и городские легенды, родовые предания и пр. Анализ текста сочинения Кибургера позволяет считать его источниками «Диалоги о чудесах» Цезария Гейстербахского, «Золотую легенду» Якова Ворагинского и «Хронику пап и императоров» Мартина Опавского, а также выдаёт возможное знакомство автора с «Бернской хроникой» Конрада Юстингера (1430-е гг.) и местными хрониками Шпица, Ворба, Мюнзингена, Штреттлигена, позже утраченными.
Рукопись «Штреттлигской хроники» хранится в Государственном архиве Берна под шифром Cod. B III 40. Комментированное научное издание хроники подготовлено было в 1877 году известным швейцарским историком литературы и филологом Якобом Бехтольдом.
Перу Элогия Кибургера также принадлежит написанное в 1480-х годах сочинение «Чумное правление» (лат. Regimen pestilentiale), содержащее подробный и достоверный рассказ о вспышке чумы в Берне в 1439 году.

## Издания
- Die Stretlinger Chronik: ein Beitrag zur Sagen- und Legendengeschichte der Schweiz aus dem XV. Jahrhundert: mit einem Anhang. Vom Herkommen der Schwyzer und Oberhasler, herausgegeben von Jakob Bæchtold. Bibliothek älterer Schriftwerke der deutschen Schweiz und ihres Grenzgebietes. — Frauenfeld: J. Huber, 1877. — lxxxv, 202 s.